# Bank Japonii

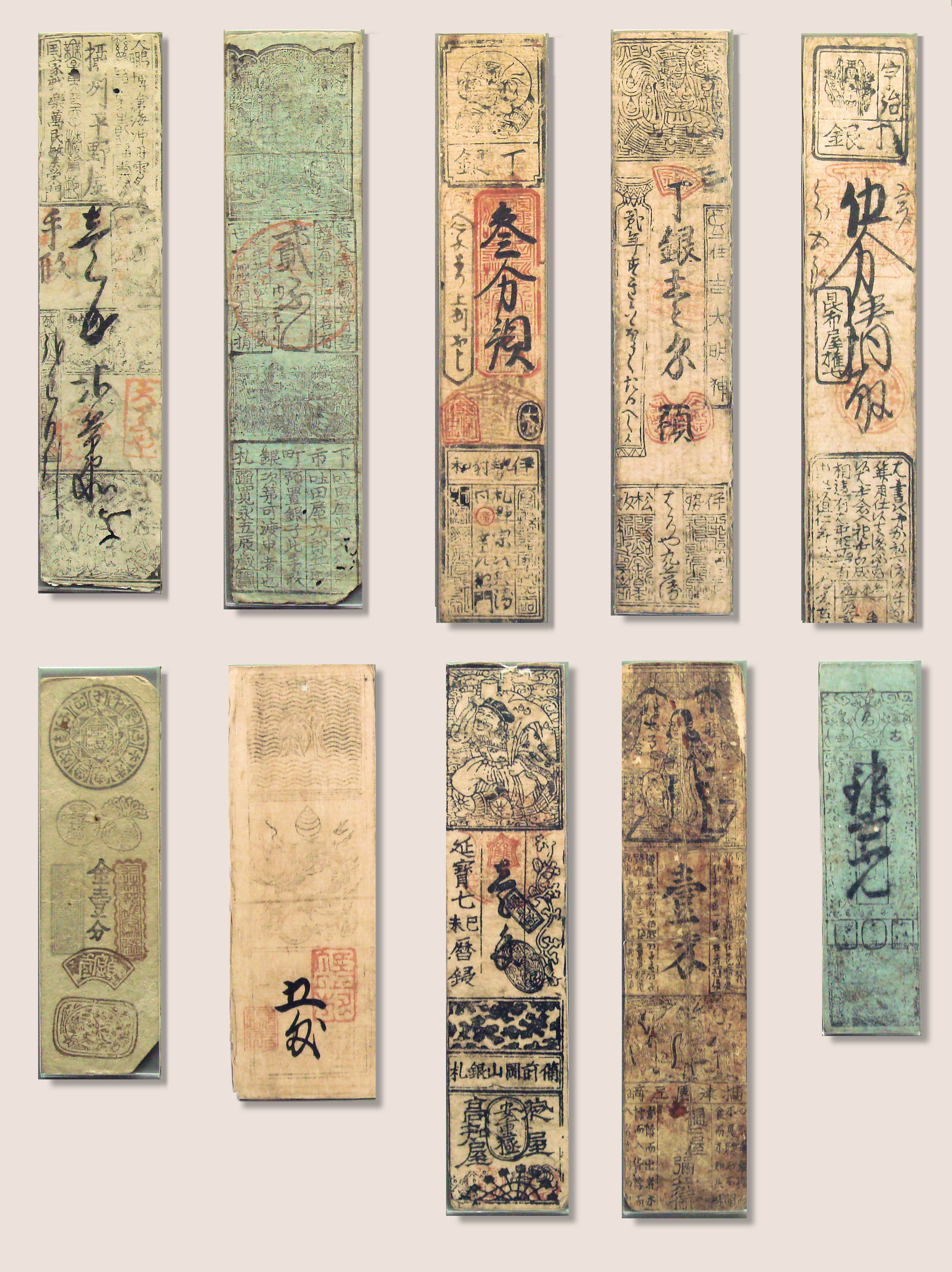
Hansatsu – banknoty hanów z okresu Edo

Bank Japonii (jap. 日本銀行 Nippon Ginkō, Nihon Ginkō, skr. Nichigin) – bank centralny Japonii.

## Historia
Podobnie jak większość nowoczesnych instytucji w Japonii, Bank Japonii powstał w okresie Meiji. Przed restauracją Meiji każdy han (lenno, domena) posiadał własny pieniądz, (jap. hansatsu). Ustawa o nowej walucie wydana w 1871 roku zlikwidowała je i wprowadziła jena, jako nową walutę opartą na systemie dziesiętnym. Dotychczasowe hany zostały przekształcone w prefektury.
Utworzony system bankowy był wzorowany na utworzonym w Stanach Zjednoczonych podczas wojny secesyjnej Narodowym Systemie Banków.
Jako pokrycie emitowanych banknotów wykorzystywano obligacje państwowe, które były emitowane w znacznych ilościach (służyły m.in. do wypłaty rocznych pensji samurajom). W ramach tego systemu do 1867 roku powstały 153 ogólnokrajowe banki z prawem emisji banknotów. Taki typ systemu bankowego oraz wydatki związane z przebudową państwa i tłumieniem buntów (np. bunt klanu Satsuma) doprowadziły do wysokiej inflacji. W 1881 roku minister finansów, książę Masayoshi Matsukata (1835–1924), rozpoczął przebudowę systemu bankowego, organizując bank centralny, wzorowany na belgijskim Banque Nationale de Belgique.
Bank Japonii rozpoczął działalność 10 października 1882 roku. Miał za zadanie ustabilizowanie jena, walkę z inflacją i zapewnienie funduszy na wzrost w sferach biznesowej i gospodarczej. Miał formę przedsiębiorstwa prywatnego, pozostającego jednak pod ścisłą kontrolą rządu. Otrzymał monopol na emisję pieniądza, a pozostałe banki przekształcono w banki komercyjne. Przepisy regulujące działalność banków wzorowano na rozwiązaniach angielskich. Bank Japonii wyemitował pierwsze banknoty w 1885 roku i pomimo niewielkich problemów (np. okazało się, że proszek z rośliny o nazwie japońskiej konnyaku (Amorphophallus konjac, pol. dziwidło Riviera) dodany do papieru jako zabezpieczenie przed fałszerstwem, uczynił z niego przysmak dla szczurów) była to udana emisja. W 1897 roku Japonia dołączyła do standardu złota, a w 1899 roku dawne, tzw. „narodowe” pieniądze zostały oficjalnie wycofane.
Bank Japonii działa od tamtego czasu z krótką tylko przerwą w okresie okupacji aliantów po II wojnie światowej, gdy wprowadzono okupacyjną walutę i zrestrukturyzowano Bank w kierunku większej niezależności. Pomimo znacznych zmian wprowadzonych ustawą o Banku Japonii, która weszła w życie w dniu 1 kwietnia 1998 roku (日本銀行法 Nippon-Ginkō-hō), Bank Japonii jest krytykowany z powodu braku niezależności. Zależność ta wynika częściowo z tego prawa. W artykule 4. zapisano:

Bank Japonii, biorąc pod uwagę fakt, że kontrola walutowa i monetarna jest składnikiem ogólnej polityki gospodarczej, będzie zawsze utrzymywać ścisły kontakt z rządem i wymieniać się poglądami w takim stopniu, aby kontrola walutowa i monetarna oraz podstawowe założenia rządowej polityki gospodarczej były wzajemnie zgodne.

## Zadania
Do zadań Banku Japonii należą:
- emisja banknotów i monet
- prowadzenie polityki pieniężnej
- nadzór nad systemem bankowym
- pośredniczenie w transakcjach pomiędzy instytucjami finansowymi (bank banków)
- działalność międzynarodowa
- pełnienie roli pożyczkodawcy ostatniej instancji
- kompilacja danych, analizy ekonomiczne i działalność badawcza

## Siedziba
Główna siedziba Banku Japonii znajduje się w dzielnicy Chūō w Tokio, niedaleko słynnej dzielnicy Ginza, której nazwa oznacza „mennicę srebra”. Jest to neobarokowy budynek z 1896 roku, zaprojektowany przez Kingo Tatsuno (1854–1919) na wzór siedziby Narodowego Banku Belgii. 
Bank Japonii ma oddziały we wszystkich większych miastach Japonii, a także przedstawicielstwa zagraniczne w największych centrach finansowych świata: w Londynie, Paryżu, Frankfurcie, Nowym Jorku, Waszyngtonie, Hongkongu i Pekinie.

## Władze
Władze Banku Japonii składają się z prezesa, dwóch zastępców, do trzech audytorów wykonawczych, do sześciu dyrektorów wykonawczych oraz kilku radców. Prezes i wiceprezesi są powoływani na pięcioletnią kadencję przez rząd, przy akceptacji obu izb parlamentu. Rząd powołuje także audytorów wykonawczych (czteroletnia kadencja).
Pozostałych członków rady wykonawczej wyznacza minister finansów na wniosek Rady Politycznej (odpowiednik polskiej Rady Polityki Pieniężnej).
W skład Rady Politycznej wchodzą: prezes i wiceprezesi Banku oraz sześciu szeregowych członków. Rada wybiera swojego przewodniczącego (nie musi być nim prezes banku).
Prezes (総裁 sōsai) Banku Japonii ma znaczny wpływ na politykę gospodarczą japońskiego rządu.

### Prezesi
1. Shigetoshi Yoshihara (6.10.1882 – 19.12.1887)
2. Tetsunosuke Tomita (21.02.1888 – 3.08.1889)
3. Koichirō Kawada (3.08.1889 – 7.11.1896)
4. Yanosuke Iwasaki (11.11.1896 – 20.10.1898)
5. Tatsuo Yamamoto (20.10.1898 – 19.10.1903)
6. Shigeyoshi Matsuo (20.10.1903 – 1.06.1911)
7. Korekiyo Takahashi (1.06.1911 – 20.02.1913)
8. Yatarō Mishima (28.02.1913 – 7.03.1919)
9. Junnosuke Inoue (13.03.1919 – 2.09.1923)
10. Otohiko Ichiki (5.09.1923 – 10.05.1927)
11. Junnosuke Inoue – druga kadencja (10.05.1927 – 1.06.1928)
12. Hisaakira Hijikata (12.06.1928 – 4.06.1935)
13. Eigo Fukai (4.06.1935 – 9.02.1937)
14. Seihin Ikeda (9.02.1937 – 27.07.1937)
15. Toyotarō Yūki (27.07.1937 – 18.03.1944)
16. Keizō Shibusawa (18.03.1944 – 9.10.1945)
17. Eikichi Araki (9.10.1945 – 1.06.1946)
18. Hisato Ichimada (1.06.1946 – 10.12.1954)
19. Eikichi Araki – po raz drugi (11.12.1954 – 30.11.1956)
20. Masamichi Yamagiwa (30.11.1956 – 17.12.1964)
21. Makoto Usami (17.12.1964 – 16.12.1969)
22. Tadashi Sasaki (17.12.1969 – 16.12.1974)
23. Teiichirō Morinaga (17.12.1974 – 16.12.1979)
24. Haruo Mayekawa (17.12.1979 – 16.12.1984)
25. Satoshi Sumita (17.12.1984 – 16.12.1989)
26. Yasushi Mieno (17.12.1989 – 16.12.1994)
27. Yasuo Matsushita (17.12.1994 – 20.03.1998)
28. Masaru Hayami (20.03.1998 – 19.03.2003)
29. Toshihiko Fukui (20.03.2003 – 19.03.2008)
30. Masaaki Shirakawa (20.03.2008 – 19.03.2013)
31. Haruhiko Kuroda (od 20.03.2013 – 9.04.2023)
32. Kazuo Ueda (od 9.04.2023 – obecnie)